# Kernkampella breyniae-patentis
Kernkampella breyniae-patentis är en svampart som först beskrevs av Mundk. & Thirum., och fick sitt nu gällande namn av Rajendren 1970. Kernkampella breyniae-patentis ingår i släktet Kernkampella och familjen Raveneliaceae.   Inga underarter finns listade i Catalogue of Life.